# Gabrielle Magnenat
Gabrielle Magnenat (* 17. Februar 1980 in Vaulion) ist eine Schweizer Skibergsteigerin.
Magnenat begann 1998 mit dem Skibergsteigen und nahm 1989 erstmals bei der Nocturne Morgins an einem Wettkampf in dieser Sportart teil. Seit 2000 ist sie Mitglied der Schweizer Nationalmannschaft Skialpinismus und nimmt auf internationaler Ebene für die Schweiz an Meisterschaften teil.

## Erfolge (Auswahl)
- 2002:
  - 10. Platz bei der Weltmeisterschaft Skibergsteigen Team mit Andréa Zimmermann

- 2003:
  - 7. Platz bei der Europameisterschaft Skibergsteigen Einzel

- 2004: 8. Platz bei der Weltmeisterschaft Skibergsteigen Team mit Andréa Zimmermann

- 2005:
  - 1. Platz beim Worldcup Skibergsteigen Team
  - 1. Platz bei der Europameisterschaft Skibergsteigen Staffel (mit Cristina Favre-Moretti und Isabella Crettenand-Moretti)
  - 2. Platz bei der Europameisterschaft Skibergsteigen Team mit Catherine Mabillard
  - 4. Platz bei der Europameisterschaft Skibergsteigen Einzel

- 2006:
  - 2. Platz bei der Weltmeisterschaft Skibergsteigen Staffel (mit Nathalie Etzensperger, Catherine Mabillard und Séverine Pont-Combe)
  - 6. Platz bei der Weltmeisterschaft Skibergsteigen Team mit Andréa Zimmermann

- 2007:
  - 3. Platz bei der Europameisterschaft Skibergsteigen Staffel (mit Catherine Mabillard und Nathalie Etzensperger)
  - 6. Platz bei der Europameisterschaft Skibergsteigen Team mit Marie Troillet
  - 7. Platz bei der Europameisterschaft Skibergsteigen Einzel
  - 8. Platz bei der Europameisterschaft Skibergsteigen Kombinationswertung

- 2008:
  - 1. Platz bei der Weltmeisterschaft Skibergsteigen Staffel (mit Marie Troillet, Nathalie Etzensperger, Séverine Pont-Combe)
  - 2. Platz bei der Weltmeisterschaft Skibergsteigen Langdistanz
  - 3. Platz bei der Weltmeisterschaft Skibergsteigen Team (mit Catherine Mabillard)
  - 8. Platz beim Weltcup Skibergsteigen, Val d’Aran

### Patrouille des Glaciers
- 2004: 2. Platz mit Andréa Zimmermann und Jeanine Bapst bei der Patrouille des Glaciers
- 2006: 1. Platz und erneute Rekordzeit mit Catherine Mabillard und Séverine Pont-Combe
- 2008: 1. Platz und Rekordzeit mit Nathalie Etzensperger und Séverine Pont-Combe

### Pierra Menta
- 2007: 5. Platz mit Andréa Zimmermann bei der Pierra Menta
- 2008: 3. Platz mit Séverine Pont-Combe